# Аділ Ахмед
Аділ Ахмед (урду عادل احمد, нар. 25 листопада 1983, Наушера) — пакистанський футболіст, який грав на позиції півзахисника. Відомий за виступами у низці пакистанських клубів, а також у складі національної збірної Пакистану.

## Клубна кар'єра
Аділ Ахмед розпочав займатися футболом у своєму рідному місті Наушера. У професійному футболі дебютував у 2001 році в складі команди «Пакистан Телеком'юнікейшн», у якій грав до 2006 року, двічі ставав у його складі володарем Кубка Пакистану. У 2006 році футболіст перейшов до складу клубу «Хан Рісерч Лабораторіз», у складі якого грав до 2008 року, після чого завершив виступи на футбольних полях.

## Виступи за збірну
З 2001 року Аділ Ахмед грав у складі збірної Пакистану. У складі збірної футболіст брав участь у відбіркових турнірах до чемпіонату світу та Кубка Азії. У 2002 році футболіст у складі збірної брав участь у футбольному турнірі Азійських ігор. Паралельно Аділ Ахмед грав у складі молодіжної збірної Пакистану, та в її складі двічі ставав переможцем Південноазійських ігор. У складі збірної грав до 2007 року, загалом провів у її складі 19 матчів, у яких відзначився 1 забитим м'ячем.